# Клевцов, Валентин Иванович
Валенти́н Ива́нович Клевцо́в (15 марта 1930, Бугурусланский район, Средневолжский край — 1 ноября 1996, Ялта, АР Крым) — советский актёр, кинорежиссёр

-документалист.

## Биография
Родился в 1930 году в селе Безводовка Оренбургской области в семье крестьянина.
Окончил филологический факультет Калининградского государственного педагогического института (1958) и режиссёрский факультет Ленинградского института музыки, театра и кинематографии (1962).
Был актером и режиссёром в театрах Калининграда, работал режиссёром Крымской студии телевидения.
С 1977 года — режиссёр «Укртелефильм».
Создал ленты: «Маршал советской науки» (1973), «Человек и мечта» (Бронзовая медаль ВДНХ СССР, 1974), «Волшебники Никитского сада» (диплом фестиваля «Новом — крылья», Москва, 1974), «Лето начинается зимой» (Серебряная медаль ВДНХ СССР, 1975), «Комбайнер», «Те, что напоили степь» (диплом ВДНХ СССР), «Батилиман» (диплом Всесоюзного фестиваля «Человек и море», Таллин, 1976), «Время и сад», «Лев Толстой в Крыму» (1979, диплом жюри VIII Всесоюзного фестиваля телевизионных фильмов, Баку, 1979), «Утоление жажды», «Создать сад» (1981), «Крымские страницы Александра Грина» (1980. Диплом жюри IX Всесоюзного фестиваля телевизионных фильмов, Ереван, 1981) и др.
Был членом Союза кинематографистов Украины.
Умер 1 ноября 1996 года в Ялте.